# Harpactea dobati
Harpactea dobati är en spindelart som beskrevs av Pietro Alicata 1974. Harpactea dobati ingår i släktet Harpactea och familjen ringögonspindlar.
Artens utbredningsområde är Turkiet. Inga underarter finns listade i Catalogue of Life.